# Mapa de Pedro Reinel

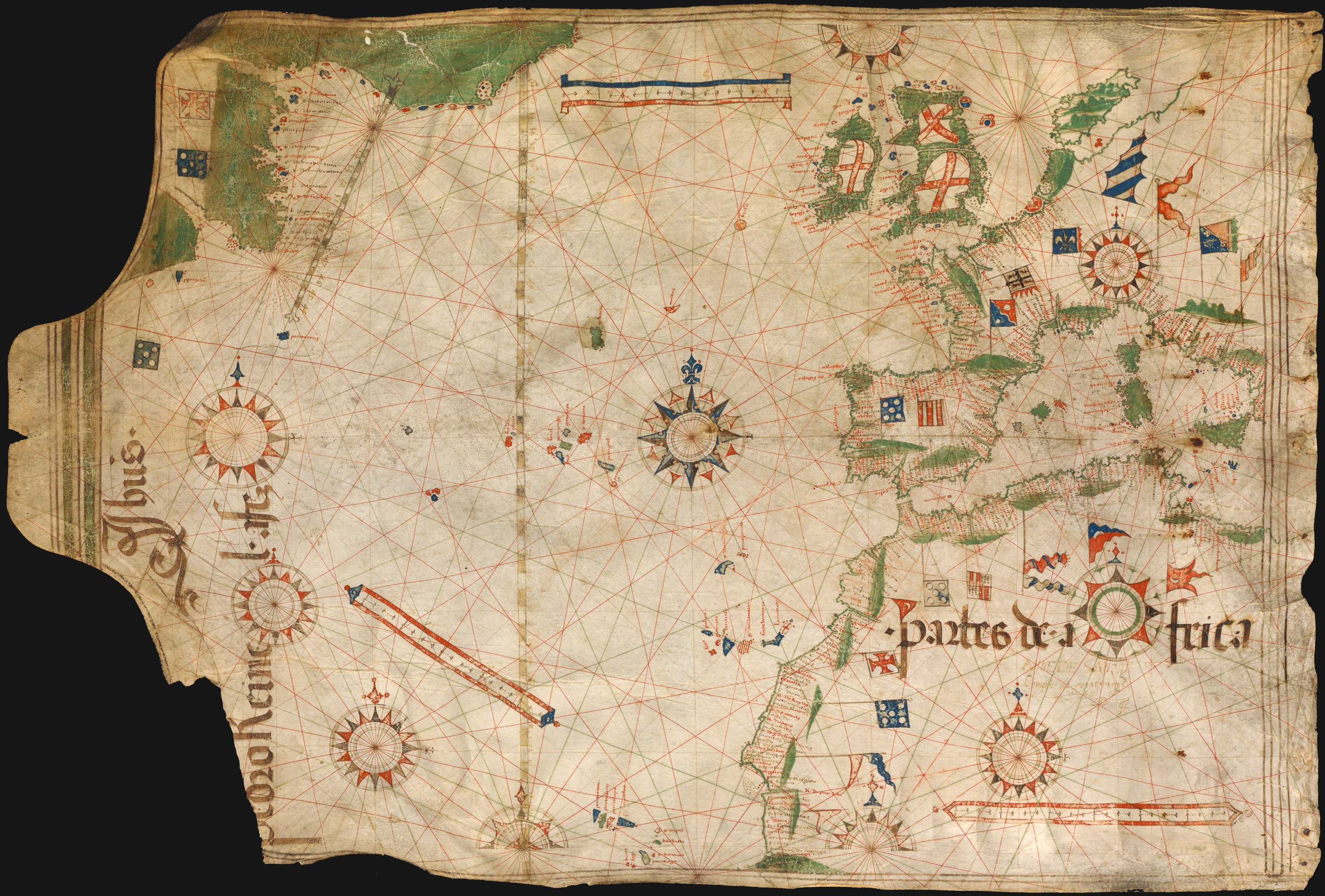
Mapa de Pedro Reinel

El mapa de Pedro Reinel, también conocido como Kunstmann I, fue dibujado por el cartógrafo portugués Pedro Reinel en 1504 o 1505; el mapa comprende el oeste del mar Mediterráneo, el océano Atlántico, y las tierras limítrofes, incluyendo el Nuevo Mundo.

## Descripción
El mapa es de tipo portulano, con numerosas líneas loxodrómicas indicando rutas de navegación. En medio del Atlántico se encuentra una gran rosa de los vientos con una flor de lis apuntando al norte. Se trata también de la primera carta de navegación con indicación de la latitud, valiéndose para ello de dos escalas, una que cruza el Atlántico de norte a sur y otra menor, secundaria, inscrita a lo largo de Terranova y orientada hacia el norte verdadero, indicando una declinación magnética de 21 grados oeste.

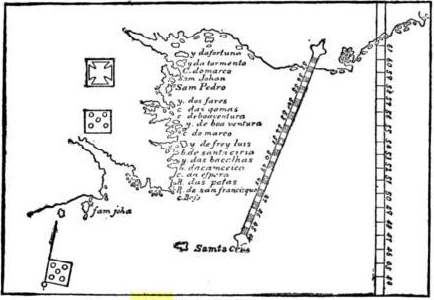
Detalle de Terranova en un calco del mapa de Pedro Reinel.

El mapa pone de manifiesto los esfuerzos hechos por los navegantes portugueses para reconocer la costa este de Terranova. El estrecho de Belle Isle al norte de Terranova y el estrecho de Cabot al sur aparecen claramente indicados. Las indicaciones topográficas recogen muchos nombres aún empleados en la actualidad: Río de San Francisco (cabo Saint-Francis), C. da Espara (cabo Spear), Isla do Bacalhas (isla Baccalieu). No se representa el cabo de Bonavista, pero sí Sam Johã (San Juan de Terranova, descubierto por Juan Cabot), frente a un territorio en el que no se indica nombre pero que es sin duda la isla del Cabo Bretón. Utilizando la escala secundaria, las latitudes del cabo Spear y de Sam Johã aparecen dadas con notable precisión.

## Historia
El mapa forma parte de la colección Kunstmann (Atlas zur Entdeckungsgeschichte Amerikas, Herausgegeben von Friedrich Kunstmann, Karl von Spruner, Georg M. Thomas; Zu den Monumenta Saecularia der K.B. Akademie der Wissenschaften, 28 Maers, 1859, Munchen) en la Bayerische Staatsbibliothek de Múnich.